# ホプフェラウ
ホプフェラウ (ドイツ語: Hopferau) は、ドイツ連邦共和国バイエルン州シュヴァーベン行政管区のオストアルゴイ郡に属す町村（以下、本項では便宜上「町」と記述する）で、ゼーク行政共同体を構成する自治体の一つである。

## 地理
ホプフェラウの町はホプフェン湖（西岸）に接する。フュッセンやプフロンテンの中心からは約10kmの距離にある。

### 自治体の構成
この町は、公式には21の地区 (Ort) からなる。このうち小集落や孤立農場などを除く集落を以下に列記する。
- ハイメン
- ホプフェラウ
- ホプファーリート
- シュラーデン
- ヴィーデメン

## 歴史
ホプフェラウは1800年まで同名の領主家の上級・下級裁判所があり、フライベルク＝ホプフェラウ男爵に属している。1806年のライン同盟によりバイエルン領となった。バイエルンの行政改革に伴う1818年の市町村令により現在の自治体が成立した。

### 人口推移
- 1970年 724人
- 1987年 972人
- 2000年 1,062人

## 行政
町長はルーディ・アハッツ (Freie Wählergemeinschaft) である。

### 紋章
図柄: 上下二分割。上部は、頂部に銀帯、その下は青地に3つの金の球が上に2つ、下に1つの形で配置されている。下部は金地に赤い舌を出して黒い角が生えた雄牛の頭部。

## 文化と見所
レーエルン酪農場
レーエルン集落にはチーズ工場が見学できる。「アルゴイの乳産業とチーズ作りの情報センター」ではアルゴイ地方のチーズ作りに関するフィルムを見ることができる。その後工場施設全体を見学することができ、最後にチーズを試食できる。

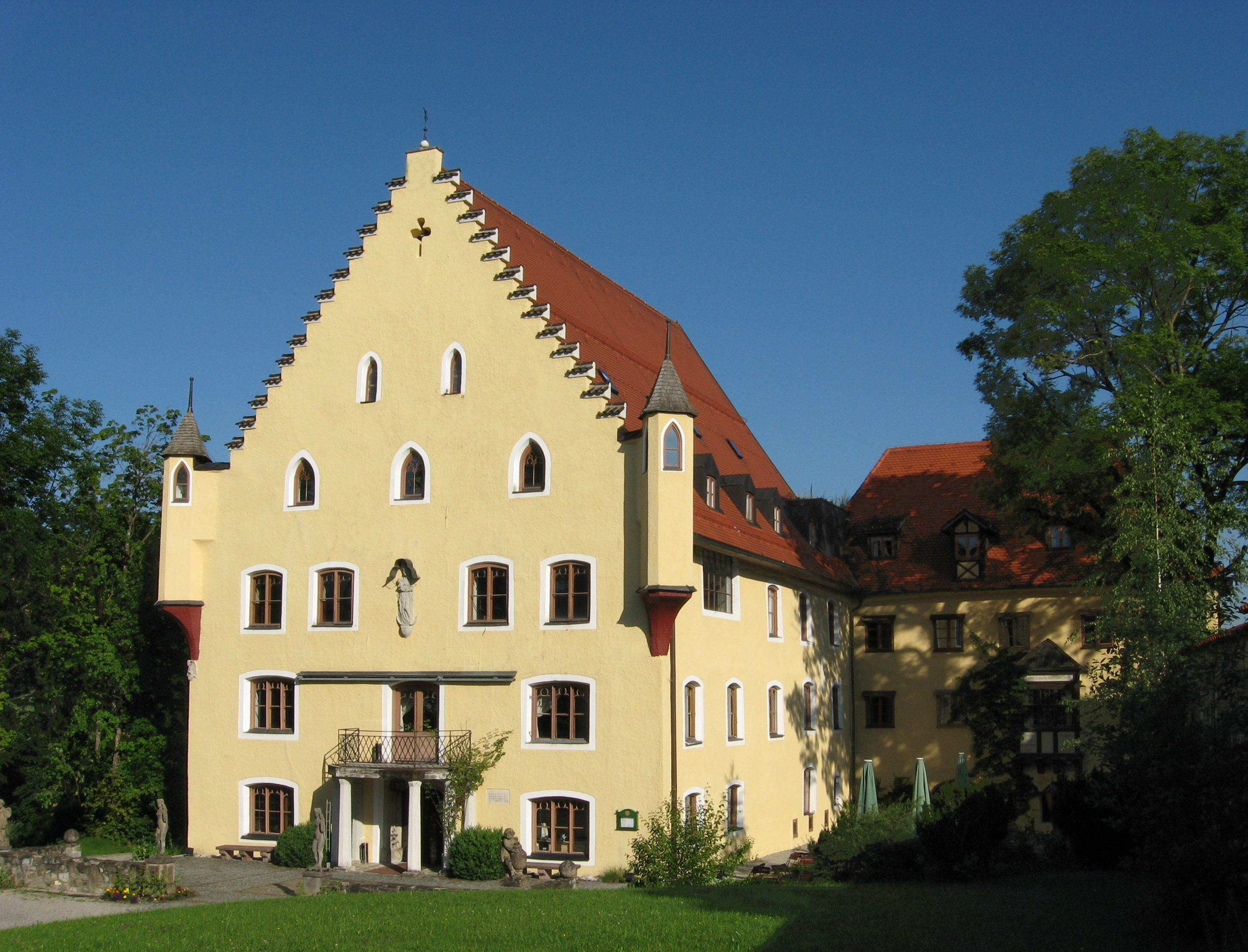
ホプフェラウ城
愛情込めて手入れされた城館は集落内にあり、興味深い写本コレクションを収蔵している。ホプフェラウ城は1468年に建設され、1803年からは個人の邸宅となった。現在はホテル兼催事場として使われている。

## 人物

### ゆかりの人物
- コンラート・ツーゼ（1910年 - 1995年）コンピューター技術者。1946年から1949年に家族とともにホプフェラウ近郊のヴィーデメンに住んだ。彼は1946年から1949年まで全自動計算機Z4をホプフェラウのマルティン・製パン工場の旧製粉場で製造した。

## 引用
1. ↑  https://www.statistikdaten.bayern.de/genesis/online?operation=result&code=12411-003r&leerzeilen=false&language=de Genesis-Online-Datenbank des Bayerischen Landesamtes für Statistik Tabelle 12411-003r Fortschreibung des Bevölkerungsstandes: Gemeinden, Stichtag (Einwohnerzahlen auf Grundlage des Zensus 2011)
2. ↑  Bayerische Landesbibliothek Online
3. ↑  ホプフェラウ町のホームページ: http://www.hopferau.de/